# جولیا فاکس
جولیا فاکس (انگلیسی: Julia Fox؛ زادهٔ ۲ فوریهٔ ۱۹۹۰) بازیگر، فیلم‌ساز و مدل آمریکایی است. او بیشتر برای اولین تجربهٔ بازیگری خود در فیلم جواهرات تراش‌نخورده (۲۰۱۹) شناخته شده‌است. او برای این فیلم نامزد دریافت جایزهٔ بازیگر موفق در مراسم جوایز گاتهام ۲۰۱۹ شد. وگ او را یک بامب‌شل مدرن نامیده‌است.
از دیگر فیلم‌ها یا برنامه‌های تلویزیونی که او در آن نقش داشته‌است می‌توان به حرکت ناگهانی ممنوع (۲۰۲۱) و او (۲۰۲۵) اشاره کرد.

## زندگی و حرفه
جولیا فاکس در ۲ فوریهٔ ۱۹۹۰ در میلان ایتالیا از مادری ایتالیایی و پدری آمریکایی به دنیا آمد. او سال‌های اولیهٔ زندگی‌اش را با پدربزرگش گذراند. در شش سالگی به همراه پدرش به شهر نیویورک نقل مکان کرد و در یورک‌ویل منهتن زندگی کرد. او در چندین شغل خدماتی از جمله در فروشگاه کفش، بستنی‌فروشی و یک مغازه شیرینی‌فروشی کار می‌کرد. فاکس در دبیرستان سیتی-اس-اسکول تحصیل کرد و به مدت شش ماه به عنوان یک دومیناتریکس کار کرد.
فاکس قبل از بازی در جواهرات تراش‌نخورده، طراح لباس بود و به همراه دوستش خط تولید لباس بافتنی زنانه به نام فرانزیسکا فاکس را راه‌اندازی کرد. او همچنین به عنوان مدل فعالیت داشت و برای آخرین نسخه برهنهٔ پلی‌بوی در سال ۲۰۱۵ ژست گرفت و به عنوان نقاش و عکاس در نمایشگاه مشغول به کار شد. او در سال ۲۰۱۵ و ۲۰۱۶ دو کتاب در زمینهٔ عکاسی منتشر کرده‌است. در سال ۲۰۱۷، فاکس میزبان یک نمایشگاه هنری با عنوان «R.I.P. جولیا فاکس» بود که بوم‌های ابریشمی را با خون خود او نقاشی کرده بود.

## زندگی شخصی
فاکس در نوامبر ۲۰۱۸ با پیتر آرتمیف، یک خلبان خصوصی مستقر در ساحل برایتون، بروکلین، ازدواج کرد و بعداً از او جدا شد. آنها با هم در یورک ویل، منهتن زندگی می‌کردند. در ۱۴ فوریه ۲۰۲۱، فاکس تولد پسرش را اعلام کرد. در ژانویه ۲۰۲۲، فاکس در مقاله‌ای که برای مجلهٔ اینترویو می‌نوشت، تأیید کرد که با رپر آمریکایی کانیه وست قرار می‌گذارد. در فوریهٔ ۲۰۲۲، فاکس و وست از هم جدا شدند.